# Smurfensalade
Smurfensalade is het 25ste stripalbum uit de reeks De Smurfen.

## Het verhaal
Een paddenstoel veroorzaakt een magere oogst van onsmakelijke groenten. Boerensmurf krijgt van Grote Smurf twee middeltjes om zijn planten te helpen, maar hij mag er niet te veel van gebruiken. Koksmurf krijgt echter kritiek op zijn eten en vraagt de Boerensmurf op te schieten met de betere groenten. Ze gieten de flesjes van de Grote Smurf helemaal in de gieter en de volgende dag zijn de groenten enorm.
Als Grote Smurf na een poosje afwezigheid terugkeert, vindt hij maar 4 Smurfen in het dorp. Al de anderen blijken te zijn veranderd in wandelende en sprekende groenten en vertoeven elders in het bos. De verandering zou aan de groenten moeten liggen, want 3 van de 4, nl. Smurfin, Koksmurf en Boerensmurf eten er niet van. De vierde, Smulsmurf, eet er wel van, maar blijkt toch niets te krijgen. Grote Smurf at ook groente en verandert ook. Hij gaat op zoek naar de anderen die hetzelfde lot ondergingen. Hij vindt ze en brengt ze terug naar het dorp, hopend dat hij iets voor hen en zichzelf kan doen. De 4 overblijvende Smurfen beramen intussen een gewaagd plan: de anderen nogmaals besproeien met de middeltjes in de hoop dat het effect dan omkeert. Bovendien doet Boerensmurf er nog onkruidverdelger bij. Met een vliegtuigje scheren ze over de Smurfen en strooien ze het mengsel uit. De wandelende groenten vallen erdoor neer, maar intussen merkt Grote Smurf dat Smulsmurf steeds maar sarsaparilla eet. Grote Smurf eet ervan terwijl hij ziek wordt, maar geneest bij de eerste hap. Hij laat er iedereen van eten en zijn vermoeden wordt bevestigd: dat maakt de gevolgen ongedaan. Koksmurf en Boerensmurf storten neer op een reuzenpompoen en krijgen zo ook per ongeluk het groeimiddeltje over zich heen waardoor ze ook in groente veranderen.